# Поповка (Новосельцевский сельсовет)
Поповка — деревня в Тамбовском районе Тамбовской области России. 
Входит в Новосельцевский сельсовет.

## География
Расположена в 11 км к юго-западу от села Новосельцево и в 44 км к юго-западу от центра Тамбова.

## Население
| 2002 | 2010 |
| ---- | ---- |
| 333  | ↘288 |

Согласно результатам переписи 2002 года, в национальной структуре населения русские составляли 99 % от жителей.

## История
До 2010 года деревня как административный центр входила в Красносельский сельсовет, упразднённый в пользу Новосельцевского сельсовета.